# Pompiliodes aliena
Pompiliodes aliena är en fjärilsart som beskrevs av Walker 1854. Pompiliodes aliena ingår i släktet Pompiliodes och familjen björnspinnare. Inga underarter finns listade i Catalogue of Life.